# Celena Mondie-Milner
Celena Mondie-Milner (* 6. August 1968 in Milledgeville) ist eine ehemalige US-amerikanische Sprinterin.
Bei den Weltmeisterschaften 1995 in Göteborg gewann sie die Goldmedaille als Startläuferin in der 4-mal-100-Meter-Staffel. Gemeinsam mit Carlette Guidry-White, Chryste Gaines und Gwen Torrence erzielte sie eine Zeit von 42,12 s und verwies die Stafetten Jamaikas (42,25 s) und Deutschlands (43,01 s) auf die Plätze. Mondie-Milner startete in Göteborg auch im 100- und im 200-Meter-Lauf und erreichte jeweils die Halbfinalrunde.
Celena Mondie-Milner ist 1,68 m groß und hatte ein Wettkampfgewicht von 57 kg.

## Bestleistungen
- 100 m: 11,24 s, 7. August 1995, Göteborg
- 200 m: 22,85 s, 1. Juli 2000, Mexiko-Stadt
- 400 m: 51,09 s, 1. Juli 2000, Mexiko-Stadt